# Entziehungskur
Entziehungskur ist eine Bezeichnung für Entwöhnungsbehandlungen bei Abhängigkeitserkrankungen. Die Behandlung erfolgt in der Regel unter ärztlicher Aufsicht in einer Fachklinik. In der ersten Hälfte des 19. Jahrhunderts wurde der Begriff bereits in der medizinischen Literatur und in Lexika verwandt. Teilweise auch synonym für die Bezeichnung „Hungerkur“. Der Begriff wurde zunehmend insbesondere für die Behandlungen der Alkoholabhängigkeit gebraucht, ist aber in der aktuellen Suchthilfe nicht mehr üblich.
Im Zusammenhang der Strafrechtspflege wird die Bezeichnung in Deutschland noch verwendet, insbesondere im Maßregelvollzug. Die Vorschrift Gefährdung einer Entziehungskur schützt in Deutschland behördlich angeordnete oder sonst ohne Einwilligung des Betroffenen veranlasste Entziehungskuren gegen Störung durch Dritte. Aktuell findet man den Begriff im deutschen Strafgesetzbuch  (§ 56c, § 59a, § 67a, § 68c, § 323b), der Strafprozessordnung (§ 265a) und im Jugendgerichtsgesetz (§ 10, § 57). Zudem gibt es in der deutschen höchstrichterlichen Rechtsprechung im Arbeitsrecht einige Urteile zur Alkoholabhängigkeit mit anschließender Entziehungskur.
In den Nordseeheilbädern Borkum, Juist, Norderney, Baltrum, Langeoog, Spiekeroog und Wangerooge wurden vom Sanatorium Dr. Kahle aus Köln-Dellbrück früher 28-tägige Entziehungskuren angeboten.